# Aeroportul Houlton
Aeroportul Houlton (IATA: HUL, ICAO: KHUL, FAA LID: HUL) este un aeroport din Maine, Statele Unite ale Americii ce deservește zona Houlton⁠(d). A fost numit după zona deservită.
Situat la o altitudine de 149 m, aeroportul dispune de 2 piste.

## Infrastructură

### Piste
Aeroportul dispune de 2 piste. Pista 01/19 are suprafața de asfalt și dimensiunile 2.700 picioare × 60 picioare. Pista 05/23 are suprafața de asfalt și dimensiunile 5.015 picioare × 100 picioare. 